# San Francisco de Chinimbimi
San Francisco de Chinimbimi, oder kurz: Chinimbimi, ist eine Ortschaft und eine Parroquia rural („ländliches Kirchspiel“) im Kanton Santiago der ecuadorianischen Provinz Morona Santiago. Die Parroquia besitzt eine Fläche von 134,19 km². Die Einwohnerzahl lag im Jahr 2010 bei 1079.

## Lage
Die Parroquia San Francisco de Chinimbimi reicht von der Ostflanke der Cordillera Real im Westen bis zur Cordillera de Kutukú im Osten. Die Längsausdehnung in NW-SO-Richtung beträgt 30 km. Das Gebiet liegt in Höhen zwischen 410 m und 2740 m. Der Río Upano durchquert das Gebiet in südlicher Richtung und teilt es in zwei ähnlich große Gebietsteile im Nordwesten und im Südosten. Der Nordwesten erstreckt sich über das linksseitige Einzugsgebiet des Río Yurupasa, ein Nebenfluss des Río Upano. Der östliche Gebietsteil wird über den Río Pania, ein weiterer Nebenfluss des Río Upano, entwässert. Der 600 m hoch gelegene Hauptort San Francisco de Chinimbimi befindet sich an der Fernstraße E45 (Zamora–Macas) 12 km ostnordöstlich vom Kantonshauptort Santiago de Méndez.
Die Parroquia San Francisco de Chinimbimi grenzt im äußersten Nordwesten an die Parroquia Asunción (Kanton Sucúa), im Nordosten an die Parroquias Logroño und Shimpis (beide im Kanton Logroño), im Südosten an die Parroquia Yaupi (ebenfalls im Kanton Logroño) sowie im Süden und im Südwesten an die Parroquias Patuca und Tayuza.

## Orte und Siedlungen
In der Parroquia gibt es folgende Comunidades:
- Kurints
- Pania
- San Francisco de Chinimbimi
- San Pedro de Tuntiak
- Tindiuk Naint
- Yukuan

## Geschichte
Die Parroquia San Francisco de Chinimbimi wurde am 5. Februar 1992 gegründet.